# Warren, Michigan
Warren är en stad i Macomb County i delstaten Michigan, USA med 134 056 invånare (2010).

## Kända personer från Warren
- Alex Groesbeck, politiker, guvernör i Michigan 1921-1927
- Bryan Herta, racerförare
- Matt Hunwick, ishockeyspelare
- Matt Taormina, ishockeyspelare